# Брињон (Горња Лоара)
Брињон (фр. Brignon) насеље је и општина у централној Француској у региону Оверња, у департману Горња Лоара која припада префектури Пиј ан Веле.
По подацима из 2011. године у општини је живело 597 становника, а густина насељености је износила 17,11 становника/km². Општина се простире на површини од 34,9 km². Налази се на средњој надморској висини од 954 метара (максималној 1.127 m, а минималној 698 m).

## Демографија
| 1962. | 1968. | 1975. | 1982. | 1990. | 1999. | 2011. |
| ----- | ----- | ----- | ----- | ----- | ----- | ----- |
| 681   | 745   | 664   | 577   | 542   | 544   | 597   |

График промене броја становника у току последњих година